# Hein Stolle
Heinrich Wilhelm Christian (Hein) Stolle (Den Haag, 20 april 1924 – Amsterdam, 8 augustus 2006) was een Nederlands meubelontwerper en architect.
Hij was zoon van Louise Everdina Broeze en werktuigkundig tekenaar Heinrich Wilhelm Christian.   Hijzelf was tussen 1948 en 1955 getrouwd met Johanna Adriana Dina Tiemens, na een echtscheiding hertrouwde hij in 1960 met Aaltje Hagen. Hij woonde enkele jaren aan de Weteringstraat 30.
Zijn wil om meubels te ontwerpen kwam voort uit een studie binnenhuisarchitectuur aan de Koninklijke Academie van Beeldende Kunsten in Den Haag, waar ook zijn vader les had gehad. Hij kreeg daar opleiding van Cor Alons en Hendrik Jan Brusse. En daaropvolgend kwam er een studie aan het Instituut voor kunstnijverheidsonderwijs (IVKnO) bij Mart Stam en Johan Niegeman. Ook verdiepte hij zich in binnenhuisarchitectuur en de bouwarchitectuur.
Hij werd bekend vanwege zijn werk binnen de periode van de wederopbouw toen veel woningen uit de grond gestampt werden en er dito vraag was naar meubelen. Direct na de studie begon hij samen met Wim den Boon en Piet Kleikamp een bureau. Stolle ontwierp, soms met latere partner Nol Oyevaar meubelen voor de vertrekhal van Schiphol, het Leidsepleintheater,  Filmtheater de Uitkijk, AMVJ te Rotterdam etc. Door hem ontworpen meubelen werden opgenomen in de collectie Goed Wonen (1947 voor De Bijenkorf),  Ons Huis Ons Thuis (OHOT), Metz & Co, Stedelijk Museum Amsterdam en Museum Boijmans Van Beuningen (houten stoel met rieten rugleuning en zitting). Een van zijn laatste werken was de bouw en inrichting van het Planetarium aan de Gaasperplas in het kader van Floriade 1972. Het is niet bekend of het interieur de verhuizing naar Artis Planetarium en de renovatie daarvan heeft overleefd. 
Stolle omschreef zijn werk:
Ik wil een brug slaan tussen de verloren gewaande en opnieuw ontdekte waarden van het ritueel.
In Amsterdam-Noord werd al snel na zijn overlijden het H. Stolleplantsoen naar hem vernoemd, dankzij zijn architectonisch werk in die wijk al dan niet samen met Frans van Gool en Nol Oyevaar (OSG-architecten; het latere de Architekten Cie.). Een gebouw dat hij ontwierp aan de Kalverstraat (1971) voor Perry van der Kar was spraakmakend. Het had geen glas in de gevel (Stolle kon geen goede combinatie kunstmatig – en natuurlijk licht vinden) en door het grote baksteen oppervlak kreeg het de bijnaam Klaagmuur en Crematorium.  Na diverse verbouwingen bleef vermoedelijk alleen het casco bewaard.
Stolle werd gecremeerd op De Nieuwe Ooster.